# Veronica yunnanensis
Veronica yunnanensis är en grobladsväxtart som beskrevs av Hong De-Yuan. Veronica yunnanensis ingår i släktet veronikor, och familjen grobladsväxter. Inga underarter finns listade i Catalogue of Life.